# الخطر معهم (مسلسل)
الخطر معهم هو مسلسل كويتي له عدة أجزاء أنتج الجزء الأول منه عام 2000، وقد أخذ المسلسل طابع دراما بوليسية حافلة بالمطاردات والأكشن والتشويق والإثارة والحركة. وهو من تأليف وقصة وسيناريو وحوار: مبارك الحشاش، ومن فكرة وتصوير وإخراج: عبد الله السلمان. وهو من بطولة طارق العلي وجمال الردهان بعد أكثر من عامين على بدء تصويره.

## فترة التصوير
يتحدث المسلسل عن دراما بوليسية محلية حافلة بالمطاردات والاكشن، وكان المسلسل قد تعرض إلى العديد من العثرات في طريق تنفيذه أدت إلى توقف تصويره أكثر من مرة إما لأسباب متعلقة بارتباطات ممثليه أو لأسباب إنتاجية متعلقة بعدم توفر السيولة المالية المطلوبة لتنفيذ مشاهد الحركة والمطاردات التي تحفل بها احداثه التي تصور الحياة الخطرة لاثنين من رجال المباحث في مواجهتهما للاشرار بمختلف تخصصاتهم الإجرامية.
ويعتبر «الخطر معهم» المسلسل الثاني من نوعه للمخرج عبد الله السلمان بعد مسلسل «اثنان على الطريق» الذي قدم منه خمس حلقات قبل أن يتخلى عن المهمة إلى زميله خلف العنزي بسبب خلافات مع منتج العمل، وقد حظي «اثنان على الطريق» بمتابعة جماهيرية كبيرة رغم ركاكة نصه وضعف احداثه وذلك بفضل مشاهد المطاردات والتشويق البوليسي التي حفل بها، مقدما صورة جديدة على الدراما التلفزيونية العربية تعودها المشاهد العربي فقط في الأعمال الآتية من أوروبا وأمريكا[ ؟ ].
اهتمام المشاهد المحلي بالدراما البوليسية التي مثلها «اثنان على الطريق» شجع المخرج السلمان على المضي قدما في هذه التجربة المكلفة إنتاجيا وانطلق قبل أكثر من عامين يصور احداث نص صاغه السيناريست مبارك الحشاش، إلا أن فترة التصوير اخذت تطول رويدا رويدا وظل السلمان يصور حلقة ويتوقف اشهرا، إما لتضارب ارتباطات نجوم العمل مع مواقيت التصوير أو لعدم توفر السيولة المالية الكافية لانجاز مشاهد المطاردات وإطلاق النار وتحطيم السيارات، ليبقى العمل يراوح مكانه دون تقدم يذكر حتى جاءه الفرج بموافقة تلفزيون الكويت على ادراجه ضمن بند المنتج المنفذ وتكفل بانجاز ما تبقى من مشاهده مقابل ان يستأثر بحق عرضه الأول وكان له ما اراد.
ومع توفر السيولة المالية المطلوبة انجز السلمان في شهرين ما لم ينجزه في عامين وانهى تصوير عمله البوليسي هذا وسلمه جاهزا للعرض إلى مسؤولي تلفزيون الكويت
ويراهن المخرج عبد الله السلمان على عمله هذا كثيرا. فيه تجاوزت سلبيات «اثنان على الطريق» التي تمحورت في ركاكة النص وضعف الحوارات إذ ان لدينا هنا نصا صيغ جيدا فإلى جانب المطاردات ومشاهد إطلاق النار المشوقة هناك حوارات صيغت باجادة وشخصيات رسمت بعناية فائقة.
وتمنى السلمان ان يلاقي عمله الجديد صدى أكبر من الذي لاقاه «اثنان على الطريق». وقال الدراما البوليسية التي اعشق تقديمها جديدة كليا على الدراما التلفزيونية العربية التي اوهنتها تقليدية الطرح ودأبها على التعاطي مع القضايا الاجتماعية المائلة للهدوء والرتابة وحتى الأعمال التي خرجت عن اطار التقليدية وتتطرق لقضايا الجريمة وإلى عمل رجال الشرطة لا تعنى عادة بالجانب التشويقي المصور واعني مشاهد المطاردات وإطلاق النار بسبب الكلفة المالية العالية المطلوبة لتنفيذ هذه المشاهد.
واضاف السلمان حول مسلسله الجديد قائلا «الخطر معهم» صور بأسلوب سينمائي، اعني باستخدام كاميرا واحدة إلى جانب معدات فنية حديثة ومتطورة مثل الرافعات والستيدي كام والشاريوهات، كما ان جميع مشاهد الحركة التي يحتويها العمل كانت حقيقية ونفذها متخصصون في مطاردات وسباقات السيارات استعنت بهم من النادي العلمي لتنفيذ جميع المشاهد وقمنا بتحطيم ما يقارب الخمسين سيارة أثناء التصوير.
1. ↑  مسلسل - الخطر معهم ج1 - 2000 مشاهدة اونلاين، فيديو، الإعلان، صور، النقد الفني، مواعيد العرض، مؤرشف من الأصل في 2024-08-17، اطلع عليه بتاريخ 2024-08-17
2. ↑  Pinault، David (1992)، Story-Telling Techniques in the Arabian Nights، دار بريل للنشر، ص. 96–7، ISBN:90-04-09530-6
3. ↑  Maurits Hansen (1794–1842). [وصلة مكسورة] نسخة محفوظة 03 فبراير 2009 على موقع واي باك مشين.
4. ↑  "الأدب البوليسي.. أين توارى؟". www.al-jazirah.com. مؤرشف من الأصل في 2يوليو 2019. اطلع عليه بتاريخ 2019-07-12. {{استشهاد ويب}}: تحقق من التاريخ في: |تاريخ أرشيف= (مساعدة)
5. ↑  "أشهر 5 روائيين في الأدب البوليسي". العين الإخبارية. مؤرشف من الأصل في 2019-07-12. اطلع عليه بتاريخ 2019-07-12.
6. ↑  Lycett، Andrew (2007)، The Man Who Created Sherlock Holmes: The Life and Times of Sir Arthur Conan Doyle، Free Press، ص. 53–54, 190، ISBN:978-0-7432-7523-1، مؤرشف من الأصل في 2020-02-10